# Kamisese Mara
Ratu Sir Kamisese Mara GCMG, KBE (* 6. Mai 1920 in Vanua Balavu; † 18. April 2004 in
Suva), gebürtig Kamisese Kapaiwai Tuimacilai Mara, wird als Gründer des modernen Fidschi angesehen.
Er war Oberminister, der Vorläufer des Premierministers in Fidschi von 1967 bis zur Unabhängigkeit 1970, und abgesehen von einer kurzen Unterbrechung 1987, Premierminister von 1970 bis 1992. Anschließend war er Präsident Fidschis von 1993 bis 2000. „Ratu“ ist die fidschianische Bezeichnung für einen Häuptling.
1969 wurde Mara zum Knight Commander des Order of the British Empire erhoben, nachdem er bereits 1961 zum Officer des Ordens ernannt worden war. 1983 folgte die Ernennung zum Knight Grand Cross des Order of St. Michael and St. George. Er war außerdem Kanzler der University of the South Pacific, die von ihm mit gegründet worden war.
Mara war ein begeisterter Cricketspieler und spielte unter anderem in zwei First Class Matches gegen neuseeländische Mannschaften.

## Ehrungen
- 1995: Großkreuz des Päpstlichen Piusordens[1]

## Veröffentlichungen
- Ratu Sir Kamisese Mara: The Pacific Way: A Memoir. Hrsg.: University of Hawaiʻi Press. Honolulu 1997, ISBN 978-0-8248-1893-7 (englisch).